# Brain Drill
Brain Drill (engl. für „Gehirnbohrer“) ist eine US-amerikanische Technical-Death-Metal-Band, die in ihrem Stil auch Grindcore-Einflüsse aufweist.

## Geschichte
Die Band wurde im Jahre 2005 von Dylan Ruskin als Nebenprojekt gegründet. Nachdem er seine eigentliche Band Burn At The Stake verlassen hatte, begann er weitere Mitglieder für Brain Drill anzuwerben. Als zweites Mitglied trat der Schlagzeuger Marco Pitruzella bei (ehemals Vital Remains, Vile u. a.), von dessen Talent Ruskin begeistert war. Nach wenigen Monaten des gemeinsamen Musizierens stieß Sänger Steve Rathjen hinzu, woraufhin am 1. August 2006 in den Castle Ultimate Studios die Aufnahme der EP „The Parasites“ („Die Parasiten“) begann, welche 6 Lieder umfasste. Schlagzeuger Pitruzella spielte alle Lieder in einem Durchgang ein, verwendete kein Metronom und brauchte hierfür weniger als zwei Stunden, ohne dass das Ergebnis einer Nachbearbeitung bedurfte. Einen Tag später spielte Ruskin die Gitarrenspuren ein; da die Band noch keinen Bassisten besaß, musste er auch diesen ersetzen. Am 9. Mai 2006 sang Rathjen die Lieder ein, für die er nur vier Tage Zeit hatte, sie zu erlernen. Kurz nach den Aufnahmen verließ er die Band, da er sich mit dem musikalischen Stil nicht arrangieren konnte; ersetzt wurde er durch Andre Cornejo, der zuvor bei der Band Dead Syndicate gesungen hatte. Im Winter 2006 trat Bassist Jeff Hughell bei, der u. a. auch bei Vile spielte. Im Sommer 2007 wurde Cornejo entlassen, da man mit seinem Gesang unzufrieden war. Seinen einstigen Beweggründen zum Trotz trat Rathjen der Band wieder bei. Das langjährige Cannibal-Corpse-Mitglied Alex Webster lobte Brain Drill in einem Interview mit den Worten „Pretty fucking sick“ („Ziemlich verdammt abgefahren“) und empfahl die Band zugleich seinem Plattenlabel Metal Blade Records, das Brain Drill daraufhin unter Vertrag nahm.
Im August 2007 wurde das erste Studioalbum „Apocalyptic Feasting“ („Apokalyptisches Schlemmen“) aufgenommen, das am 5. Februar 2008 veröffentlicht wurde. Es stand eine Tournee zur Promotion des Albums an, Hughhell und Pitruzella waren jedoch zeitlich nicht in der Lage sich an dieser zu beteiligen. Sie verließen die Band. Nach 5 Monaten der erfolglosen Suche nach Ersatz wurde Schlagzeuger Joe Bondra eingestellt sowie einige weitere Monate später der Bassist Ivan Munguia (mittlerweile auch Bassist bei der Band Arkaik). Brain Drill begannen zu touren und teilten die Bühne mit Genregrößen wie Cannibal Corpse, Dying Fetus, Necrophagist, All Shall Perish, Decrepit Birth, und As I Lay Dying. Auf der Internetplattform MySpace wurde Brain Drill von den Benutzern auf Platz eins der dortigen Grindcore-Charts votiert und auf Platz elf der Death-Metal-Charts.
Am dritten August 2009 gab die Band bekannt, Schlagzeuger Joe Bondra durch Ron Casey (ehemals Vaginal Discharge) ersetzt zu haben. Im Mai 2010 schließlich erschien das zweite Studioalbum „Quantum Catastrophe“.

## Diskografie
- 2006: The Parasites (EP)
- 2008: Apocalyptic Feasting (Studioalbum)
- 2010: Quantum Catastrophe (Studioalbum)
- 2016: Boundless Obscenity (Studioalbum)